# بخش ماناگوا
بخش ماناگوا (به لاتین: Managua Department) یک منطقهٔ مسکونی در نیکاراگوئه است که در نیکاراگوئه واقع شده‌است. بخش ماناگوا ۳٬۶۷۲ کیلومتر مربع مساحت و ۱٬۳۸۰٬۳۰۰ نفر جمعیت دارد.